# Echimys
Echimys is een geslacht van zoogdieren uit de familie van de stekelratten (Echimyidae). De wetenschappelijke naam van het geslacht werd in 1809 gepubliceerd door Frédéric Cuvier.

## Soorten
Er worden drie soorten in dit geslacht geplaatst:
- Echimys chrysurus (Zimmermann, 1780) - Surinaamse goudrat
- Echimys saturnus O. Thomas, 1928
- Echimys vieirai Iack-Ximenes, de Vivo & Percequillo, 2005